# Matt Morgan

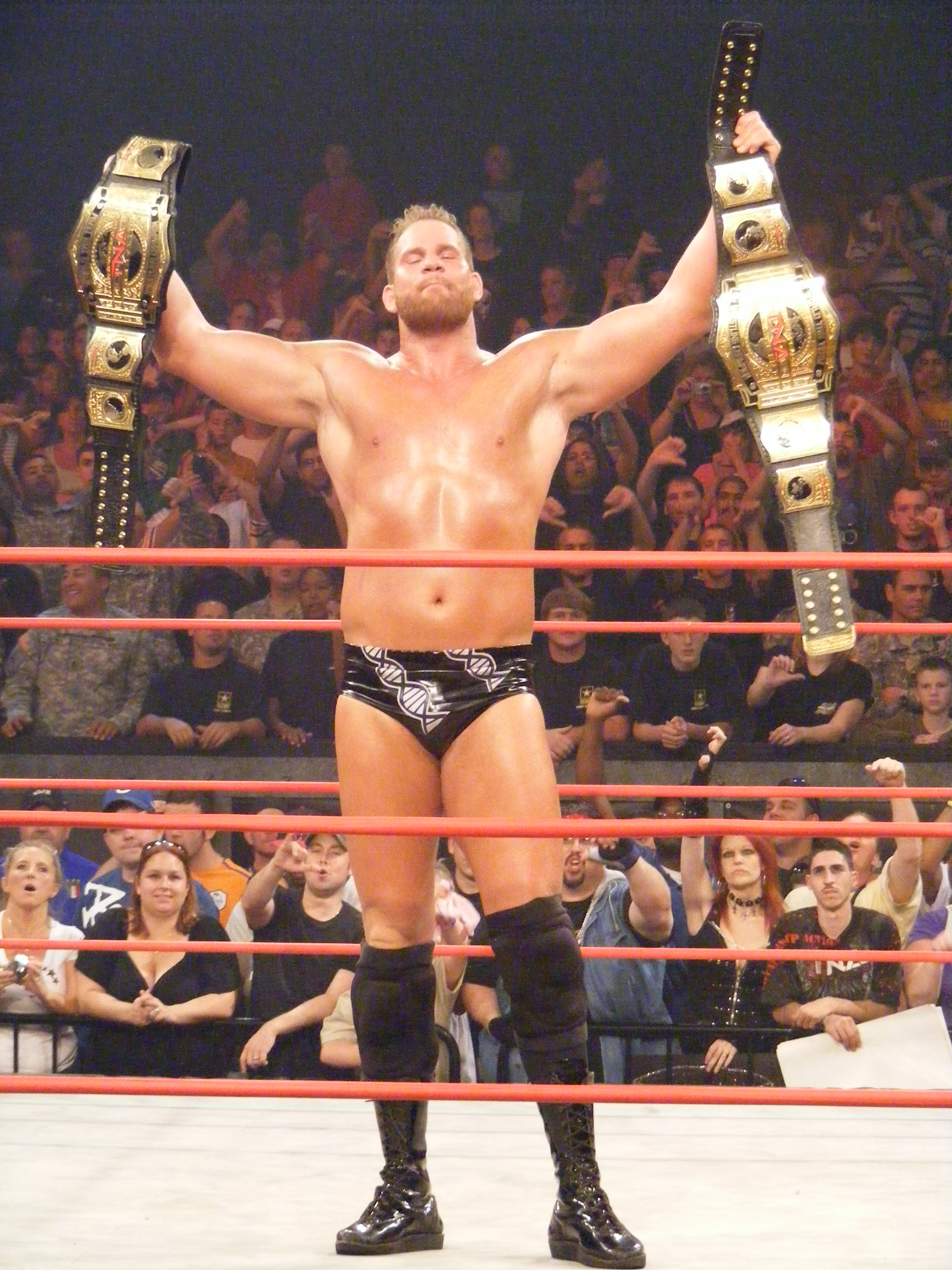
Morgan als alleiniger Titelträger der TNA World Tag Team Championship

Matthew Thomas Morgan (* 10. September 1976 in Fairfield, Connecticut), besser bekannt unter seinem aktuellen Ringnamen Matt Morgan, ist ein US-amerikanischer Wrestler, der zurzeit als Free Agent tätig ist. Zuvor war er regelmäßig in den Shows der Marktführer WWE und später Total Nonstop Action Wrestling zu sehen. 
Sein bisher größter Erfolg als Wrestler war der zweifache Erhalt der TNA World Tag Team Championship.

## Studium
Morgan schloss sein Bachelor-Studium der Kommunikationswissenschaft an der Chaminade University of Honolulu in Hawaii im Jahr 2000 ab.

## Karriere

### World Wrestling Entertainment
Morgan nahm an der 2. Staffel von WWE Tough Enough teil. Allerdings musste Morgan aufgrund einer Knieverletzung aufgeben. 
Nach seiner Verletzungspause bekam er trotzdem ein Angebot der WWE und wurde zuerst bei Ohio Valley Wrestling (kurz OVW) eingesetzt, wo er am 24. Juli 2002 als Matt Morgan debütierte. 
Am 4. November 2003 gab Morgan sein Debüt bei SmackDown!. Zwei Wochen später trat er bei der Survivor Series als Teil von Team Lesnar an der Seite von Brock Lesnar, Big Show, A-Train und Nathan Jones gegen Team Angle (Kurt Angle, John Cena, Hardcore Holly, Chris Benoit und Bradshaw) an. Sein Team unterlag jedoch, wobei Morgan von Kurt Angle eliminiert wurde. Anfang 2004 bildete er ein Tag Team mit Rhyno. Im Februar 2004 verletzte sich Morgan und kehrte im März zurück. Er wurde dann erneut bei Ohio Valley Wrestling eingesetzt.
Bei OVW gewann Morgan am 14. April 2004 den Heavyweight Titel von Nick Dinsmore. Den Titel gab Morgan an Chris Cage ab. Morgan gewann den Titel im April 2005 ein weiteres Mal. 
Im April wurde Morgan wieder bei SmackDown eingesetzt. Dort trat er, mit schwarzgefärbten Haaren, als stotternder Bodyguard von Carlito auf. Zusammen mit Carlito bestritt Morgan ein kurz angelegtes Fehdenprogramm gegen Big Show, ehe er im Juli 2005 aus der WWE entlassen wurde.

### Independent
Nachdem die WWE Morgan entlassen hatte, trat dieser zusammen mit seinem Freund Mark Jindrak ab Oktober 2005 in Japan bei New Japan Pro-Wrestling auf. Im Januar 2006 kam Morgan kurzzeitig nach Europa, wo er bei Nu-Wrestling Evolution antrat. Es folgten bis 2007 verschiedene Verpflichtungen in Japan (z. B. All Japan Pro Wrestling und HUSTLE), Amerika (z. B. World Wrestling Council und Far North Wrestling) und Europa (z. B. Nu-Wrestling Evolution). Bei HUSTLE trat Morgan als Gomora auf. Dort bildete er mit Sodom ein Tag-Team. 

### Total Nonstop Action Wrestling
Anfang 2008 kam Morgan zu TNA. Sein erstes Match bestritt er bei Lockdown am 13. April 2008. Im Laufe des Jahres bildete er mit Abyss ein Tag-Team, Anfang 2009 aufgelöst wurde.
Ab September 2009 bildete Morgan dann mit Hernandez ein Tag-Team. Mit Hernandez, D’Angelo Dinero und Suicide fehdete Morgan gegen Team 3D, Rhino und Jesse Neal. 
Bei Genesis 2010 gewann Morgan mit Hernandez die TNA World Tag Team Championship. Bei der TNA Impact!-Ausgabe am 22. März 2010 verletzte Morgan Hernandez laut Storyline, so wurde Hernandez aus den Shows geschrieben und an Asistencia Asesoría y Administración ausgeliehen. Morgan wurde nun zum alleinigen Titelträger. Bei Titel-Matches trat Morgan mit verschiedenen Partnern an (z. B. Amazing Red und Shark Boy). Morgan gab die Titel am 4. Mai 2010 an The Band (Kevin Nash und Scott Hall) ab. 
Im August 2010 schloss sich Morgan dem Stable Fortune an. Wenig später verließ Morgan das Stable und wurde in ein kurzes Fehdenprogramm gegen Fortune eingebunden.
Zusammen mit Crimson gewann Morgan am 15. November 2011 zum zweiten Mal die TNA World Tag Team Championship. Die Titel verloren Morgan und Crimson am 12. Februar 2012 an Samoa Joe und Magnus.
Am 20. Dezember 2011 gewann er die Ring Ka King Heavyweight Championship bei einem Turnier. Einen Tag später verlor er diesen Titel an Brutus Magnus.
Im Juni 2012 lief Morgans Vertrag bei TNA aus, womit die Zusammenarbeit zunächst endete. Obwohl er mehrmals andeutete. erneut zu der WWE zu wechseln, kehrte er im September 2012 bei einer Houseshow von TNA zurück. Seine Rückkehr vor den Kameras folgte am 14. Oktober 2012 bei Bound for Glory.
Am 10. Juli 2013 gab TNA die Entlassung von Morgan bekannt. 
Momentan tritt Morgan für kleinere Promotions innerhalb der NWA auf.

## Erfolge
- Ohio Valley Wrestling

- 2× OVW Heavyweight Champion

- Ring Ka King

- 1× Ring Ka King Heavyweight Champion

- Total Nonstop Action Wrestling

- 2× TNA World Tag Team Champion je 1× mit Hernandez und Crimson

- Far North Wrestling

- 1× FNW Heavyweight Champion

## Wissenswertes/Besonderes
- Morgan war vor seiner Wrestlingkarriere ein ambitionierter Basketballer: Er hatte Tryouts bei den Indiana Pacers und den Toronto Raptors.
- Morgan gehörte als „Beast“ zur Neuauflage der American Gladiators 2008.
- 2011 hatte er eine Rolle in dem Horrorfilm Death From Above.[3]